# Prochelator lateralis
Prochelator lateralis är en kräftdjursart som först beskrevs av Georg Ossian Sars 1899.  Prochelator lateralis ingår i släktet Prochelator och familjen Desmosomatidae. Arten är reproducerande i Sverige. Inga underarter finns listade i Catalogue of Life.